# Reino lombardo
El reino lombardo o reino de los lombardos  (en latín: Regnum Langobardorum; en italiano: Regno dei Longobardi; en lombardo: Regn dei Lombards), más tarde, reino de (toda) Italia (en latín: Regnum totius Italiae) fue un Estado medieval temprano establecido por los lombardos en la península itálica entre 568-569 (invasión de Italia) y 774 (caída del reino con la llegada de los francos de Carlomagno). 
En 560 los lombardos, asentados en la llanura panónica, eligieron a un nuevo y enérgico rey, Alboíno (r. 560-572), que derrotó a sus vecinos gépidos, les hizo sus súbditos y, en 566, se casó con Rosamunda, la hija de su rey Cunimundo. En la primavera del año 568, Alboíno, asistido por algunos contingentes de otras tribus germánicas,  invadió Italia al forzar el limes del Friul. Alrededor de cien mil lombardos cruzaron los Alpes Julianos e invadieron el norte de Italia (la población romana allí era aproximadamente de dos millones de personas) debido a la presión de los ávaros. En aquel momento, el bizantino prefecto del pretorio Longino, que había sucedido al depuesto Narsés en el gobierno de Italia, no esperaba la invasión. Justiniano I había fallecido solamente hacia tres años tras una exitosa campaña de recuperación de toda la península itálica —las terribles guerras góticas (535-554)— y la zona estaba recuperándose entonces; el pequeño ejército bizantino dejado para su defensa apenas pudo hacer nada.
En el verano de 569, los lombardos conquistaron Aquilea y Verona y en septiembre, la antigua capital imperial, Milán. Tras un asedio de tres años, en 572 cayó Pavía, convirtiéndose en la primera capital del nuevo reino lombardo de Italia y centro de su vida política, desde donde controlaban el valle del Po. En ese momento, la reina Rosamunda decidió vengar a sus hermanos muertos matando a Alboíno en Verona y huyendo a Rávena con su amante, donde fueron acogidos por Longino (murieron finalmente envenenados). Al año siguiente, el sucesor de Alboíno, Clefi (r. 572-574), penetró más al sur, conquistando la región de Toscana. Posteriormente, las tribus lombardas también se instalaron en el centro y el sur de Italia estableciendo los ducados de Spoleto y Benevento, que pronto se hicieron semiindependientes. Clefi también fue asesinado después de un despiadado reinado de 18 meses. Su muerte marcó el inicio de un interregno de años, el «periodo de los duques» (574-584), durante el cual los duques no eligieron a ningún rey, y que está considerado como un período de violencia y desorden. Se trataría de una más de las interminables guerras entre lombardos que arruinaron a Italia.
El Imperio bizantino, para enfrentar esta nueva amenaza, acometió una reforma y creó en 584 el exarcado de Rávena a cuyo frente colocó al exarca, que aunaba todos los poderes, militares y civiles, y que logró retener el control de gran parte de la península hasta mediados del siglo VIII. Durante la mayor parte de la historia del reino, el exarcado de Rávena y el ducado de Roma, unidos por un estrecho corredor —corredor umbro que discurría a través de Perugia—, separaron los pequeños ducados lombardos del norte, conocidos colectivamente como Langobardia Maior (Langbardland en protogermánico), de los dos grandes ducados del sur de Spoleto y Benevento, que constituían Langobardia Minor y eran considerablemente más autónomos.
En 584, amenazados por los bizantinos y por una invasión franca, los duques lombardos eligieron rey al hijo de Clefi, Autario (r. 584-590), que se esforzó por someter a los duques a su autoridad y realizar nuevas conquistas. En 589, se casó con la princesa católica Teodolinda, hija del duque de Baviera, Garibaldo I de Baviera y amiga del papa Gregorio I, que promovió la catolización de los lombardos. A Autario le sucedió Agilulfo (r. 591-616), duque de Turín, quien, en 591, también se casó con Teodolinda, la cual logró que abjurase del arrianismo y se convirtiese, generando un cisma entre los lombardos. No solo hubo guerras entre bizantinos y lombardos, sino también entre arrianos y ortodoxos. Agilulfo combatió con éxito a los duques rebeldes de la Italia septentrional, conquistando Padua (601), Cremona y Mantua (603), y forzando al exarca de Rávena a pagar un conspicuo tributo. Esos conflictos destruyeron el limes de Friul y las plazas fuertes del Véneto, quedando la zona abierta a que otros bárbaros cruzaran los Alpes y la invadieran (como hicieron los ávaros en 610 y los eslavos, que atacaron las llanuras llegando en ocasiones hasta el mar Adriático).
A consecuencia de estos sucesos, se formaron en el territorio conquistado por los lombardos un número variable de ducados independientes, hasta treinta y seis, gobernados por duques semiautónomos, pero esa desmembración fue perjudicial para ellos y funesta para Italia. Sus dirigentes se asentaron en las ciudades principales. El rey gobernaba sobre ellos y administraba las tierras a través de emisarios llamados gastaldi. Esa subdivisión y la falta de docilidad de los ducados, privó al reino de su unidad, debilitándolo incluso en comparación con los bizantinos, especialmente después de que empezaron a recuperarse de la invasión inicial. Esa debilidad se hizo todavía más evidente cuando los lombardos tuvieron que enfrentarse con el creciente poder de los francos. En respuesta a este problema, los reyes intentaron centralizar el poder a lo largo del tiempo, pero perdieron definitivamente el control sobre Spoleto y Benevento en el intento.
Las conquistas lombardas fueron continuadas por sus descendientes, hasta que en el año 751 el rey lombardo Astolfo (r. 749-756) se apoderó de Rávena, finalizando así el exarcado de Rávena. El papa asumió el pleno poder de gobierno (dicio) en el ducado de Roma (que pasaría a ser denominado como patrimonio de san Pedro), reconociendo al emperador bizantino como su soberano. Pero como el ducado de Roma había sido parte del exarcado, fue reclamado por Astolfo. A poco de llegar al solio, Esteban II negoció con Astolfo una tregua de cuarenta años, pero Astolfo la rompió a los cuatro meses, y en junio de 752 reclamó jurisdicción e impuestos, emprendiendo la marcha hacia Roma. Esteban II pidió ayuda al rey franco Pipino el Breve, que entró en Italia y obligó a Astolfo a abandonar sus planes expansionistas. Retirados los francos, el nuevo rey Desiderio (r. 756-774) invadió los Estados Pontificios. Adriano I, papa desde 774, invocó de nuevo a los francos para que le dispensasen su protección. Esta vez vez fue Carlomagno, el hijo de Pipino, quién acudió en su ayuda, derrotando definitivamente a Desiderio en Pavía en 774. El resultado fue la restitución de los bienes de la Iglesia y la promesa, no cumplida, de anexión de otros territorios. En todo caso, la mayor parte de la Italia central pasó a estar bajo la administración de los papas. Carlomagno adoptó el título de «rey de los lombardos», aunque nunca logró hacerse con el control de Benevento, el ducado lombardo más meridional. El reino de los lombardos en el momento de su desaparición era el último reino germánico menor de Europa.
Con el tiempo, los lombardos habían ido adoptando gradualmente títulos, nombres y tradiciones romanas. Para cuando Pablo el Diácono escribía a finales del siglo VIII, el lombardo, la vestimenta y los peinados lombardos habían desaparecido. Cuando entraron en Italia, muchos lombardos conservaron su forma nativa de paganismo mientras otros ya eran cristianos arrianos. De ahí que no tuvieran buenas relaciones con la Iglesia católica y el papa, a los que persiguieron con el celo de neófitos. Sin embargo, a finales del siglo VII,  no sin una larga serie de conflictos religiosos y étnicos., su conversión al catolicismo era casi completa.
Un reducido Regnum Italiæ, una herencia de los lombardos, continuó existiendo durante siglos como uno de los reinos constituyentes del Sacro Imperio Romano Germánico, que corresponde aproximadamente al territorio de la antigua Langobardia Maior. La llamada Corona de Hierro de Lombardía, una de las insignias reales más antiguas de la cristiandad que se conservan, puede haberse originado en la Italia lombarda ya en el siglo VII y se siguió utilizando para coronar a los reyes de Italia hasta Napoleón Bonaparte a principios del siglo XIX.
Algunas regiones italianas nunca estuvieron bajo el dominio lombardo, como Lacio, Cerdeña, Sicilia, Calabria, Nápoles y el sur de Apulia. Cualquier legado genético de los lombardos se diluyó rápidamente en la población italiana debido a su número relativamente pequeño y a su dispersión geográfica para gobernar y administrar su reino.
El 25 de junio de 2011, la Unesco  decidió inscribir en la Lista del Patrimonio de la Humanidad el conjunto «Centros de poder de los longobardos en Italia (568-774 d.C.)» que comprende siete lugares en los que se conservan restos significativos del arte lombardo: Cividale del Friuli, Brescia, Castelseprio, Spoleto, Campello sul Clitunno, Benevento y Monte Sant'Angelo.

Evolución territorial del reino de los lombardos
Italia después de la invasión lombarda (568).
Reino lombardo hacia 575, tras la muerte de Alboíno (r. 560-572) y las conquistas de Faroaldo y Zotton en el centro y sur de la península.
Los territorios lombardos  tras las conquistas de Agilulfo (r. 591-616).
El reino tras las conquistas del rey Rotario (r. 636-652).
Las posesiones itálicas de Desiderio (r. 756-774).
Los territorios bizantinos tras la caída en 751 del exarcado a manos de Astolfo (r. 749-756).

## Reino lombardo de Italia

### Invasión y conquista de la península italiana

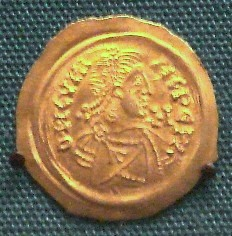
Moneda de Cuniperto (688–700), rey de los lombardos, acuñada en Milán.

En 560 surgió un nuevo y enérgico rey: Alboíno, que derrotó a sus vecinos gépidos, les hizo sus súbditos y, en 566, se casó con la hija de su rey Cunimundo, Rosamunda. En la primavera del año 568, Alboíno, asistido por algunos contingentes de otras tribus germánicas,  invadió Italia al forzar el limes del Friul. Alrededor de cien mil lombardos cruzaron los Alpes Julianos e invadieron el norte de Italia (la población romana en el norte de Italia era aproximadamente de dos millones de personas) debido a la presión de los ávaros. En aquel momento Longino, que había sucedido a Narsés en el gobierno de Italia con el título de exarca, no esperaba esta invasión. La primera ciudad importante que cayó fue Forum Iulii (Cividale del Friuli), en la Italia nororiental, en 569. Allí, Alboíno creó el primer ducado lombardo, que confió a su sobrino Gisulfo. Pronto Vicenza, Verona y Brescia cayeron en manos germánicas. En el verano de 569, los lombardos conquistaron el centro romano del Norte de Italia, Milán. La zona estaba entonces recuperándose de las terribles guerras góticas, y el pequeño ejército bizantino dejado para su defensa no pudo hacer nada. Longino fortificó los puertos y las costas, pues solo podía defender las ciudades costeras que podían ser abastecidas por la poderosa flota bizantina. El nuevo limes se estableció en los Apeninos.
Posteriormente cayó Pavía, tras un asedio de tres años, en 572, convirtiéndose en la primera capital del nuevo reino lombardo de Italia. Al año siguiente, los lombardos penetraron más al sur, conquistando la Toscana y estableciendo dos ducados, Spoleto y Benevento bajo Zotto, que pronto se hicieron semiindependientes e incluso perduraron más que el reino norteño, sobreviviendo hasta bien entrado el siglo XII. Los bizantinos consiguieron conservar el control de las regiones de Rávena y Roma, unidas por un estrecho corredor que discurría a través de Perugia. Después Alboíno continuó ensanchando los límites de aquel reino y llegó a señorear la parte de Italia conocida con el nombre de Lombardía, si bien su reinado duró poco más de tres años.
Cuando entraron en Italia, algunos lombardos conservaron su forma nativa de paganismo, mientras que algunos eran cristianos arrianos. De ahí que no tuvieran buenas relaciones con la Iglesia católica, a la que persiguieron con el celo de neófitos. Gradualmente, adoptaron títulos romanos, nombres y tradiciones, y en parte se convirtieron a la ortodoxia (siglo VII), no sin una larga serie de conflictos religiosos y étnicos.
A consecuencia de estos sucesos, se formaron en el territorio conquistado por los lombardos treinta y seis ducados independientes, pero esta desmembración fue perjudicial para ellos y funesta para Italia. Sus líderes se asentaron en las ciudades principales. El rey gobernaba sobre ellos y administraba la tierra a través de emisarios llamados gastaldi. Esta subdivisión, sin embargo, junto con la independiente falta de docilidad de los ducados, privó al reino de su unidad, debilitándolo incluso en comparación con los bizantinos, especialmente después de que empezaron a recuperarse de la invasión inicial. Esta debilidad se hizo todavía más evidente cuando los lombardos tuvieron que enfrentarse con el creciente poder de los francos. En respuesta a este problema, los reyes intentaron centralizar el poder a lo largo del tiempo, pero perdieron definitivamente el control sobre Spoleto y Benevento en el intento.
La invasión lombarda, por otro lado, destruyó el limes de Friul y las plazas fuertes del Véneto. En consecuencia, esta zona quedó abierta a que otros bárbaros cruzaran los Alpes y la invadieran. Así lo hicieron los ávaros y los eslavos, que atacaron las llanuras llegando en ocasiones hasta el mar Adriático.
A nivel administrativo, las decenas de condados que se formaron en el seno del Reino quedaron divididos entre la "Langobardia Maior", que incluía el norte de Italia cuyos territorios quedaban al norte del Exarcado de Rávena, y la "Langobardia Minor", al sur del Exarcado y autónoma del poder real en Pavia. A su vez, la Maior (o Major) quedó subdividida entre Neustria al oeste e incluyendo a la capital (Pavia), Austria al oeste y Tuscia (la única de las tres áreas unificada en un solo ducado) al sur.
Entre los ducados más destacables encontramos:

#### Langobardia major

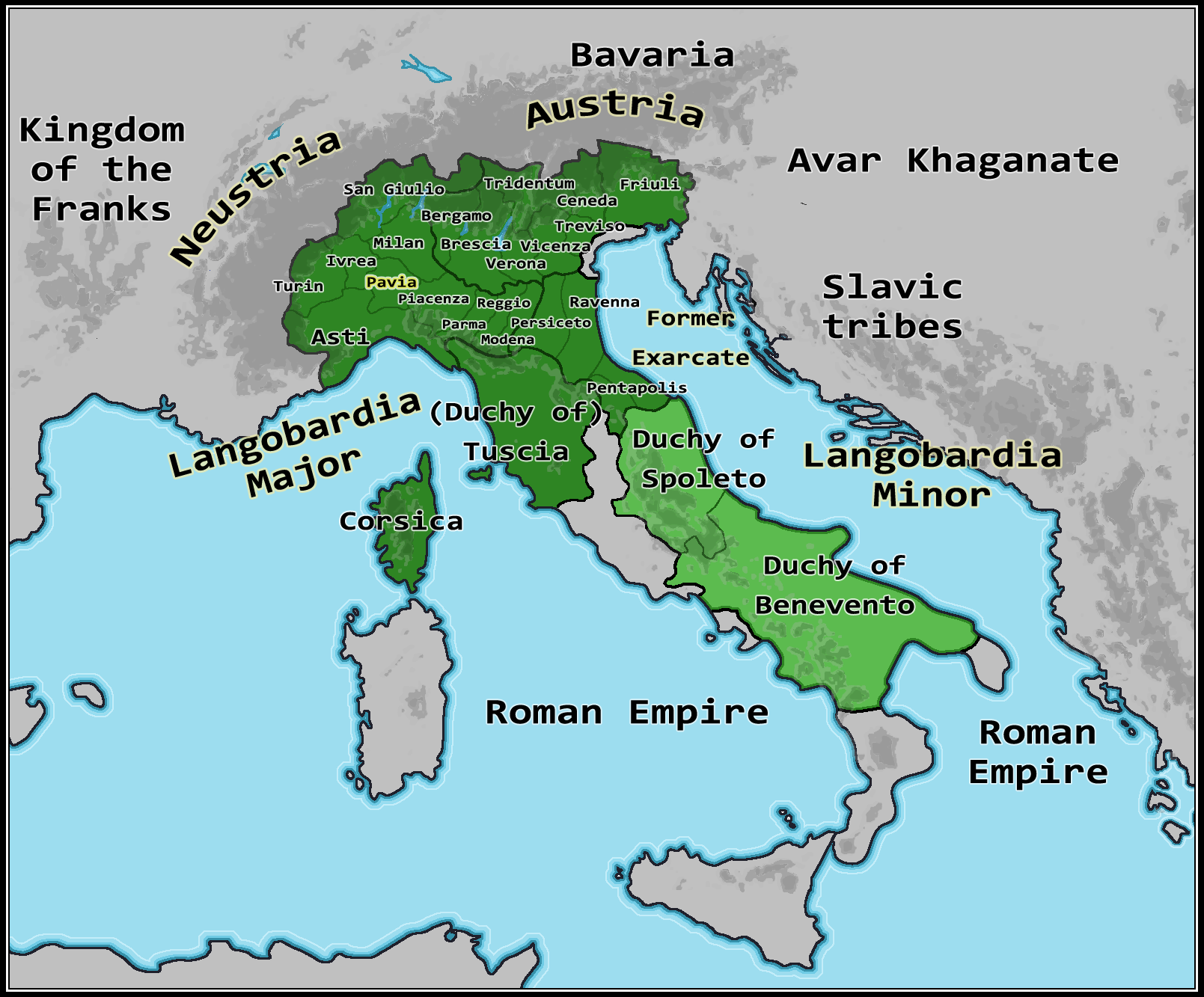
División del reino en Longobardia Maior (con las líneas punteadas mostrando sus 3 regiones) y Minor

- Ducado del Friul (Lista de duques y margraves de Friuli)
- Ducado de Ceneda
- Ducado de Vicenza
- Ducado de Verona
- Ducado de Trento
- Ducado de Brescia
- Ducado de Bérgamo
- Ducado de San Giulio
- Ducado de Pavía
- Ducado de Turín
- Ducado de Asti
- Ducado de Tuscia

#### Langobardia minor
- Ducado de Spoleto (Lista de duques de Spoleto)
- Ducado de Benevento (Lista de duques y príncipes de Benevento)

### Monarquía arriana

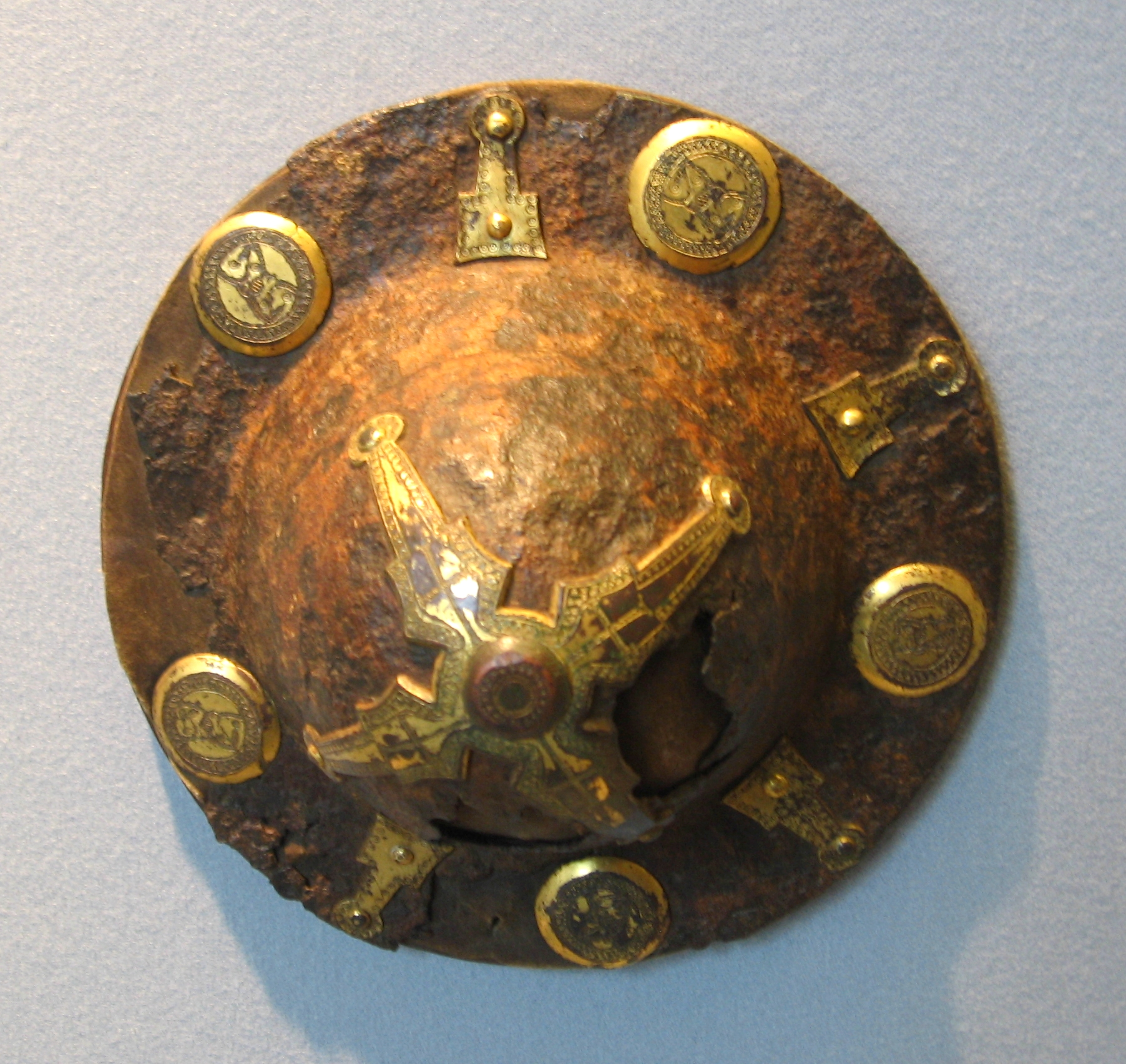
Umbo de un escudo lombardo del norte de Italia,.

La reina Rosamunda vengó a sus hermanos muertos matando a Alboino en el año 572 en Verona. Se casó con Helmiges y huyeron a Rávena, donde fueron acogidos por Longino y murieron finalmente envenenados. El sucesor de Alboíno, Clefi, también fue asesinado, después de un despiadado reinado de 18 meses. Su muerte marcó el inicio de un interregno de años, el «Mandato de los duques» (574–584), durante el cual los duques no eligieron a ningún rey, y que está considerado como un período de violencia y desorden. Se trataría de una más de las interminables guerras entre lombardos que arruinaron Italia.
Los duques lombardos trataron sin piedad a los vencidos y se apoderaron de todas las tierras de dominio público y de propiedades de particulares. Además empezaron a guerrear unos contra otros, dejando a Italia en un triste estado. En 584, amenazados por una invasión franca, los duques eligieron rey al hijo de Clefi, Autario. En 589, se casó con Teodolinda, hija del duque de Baviera, Garibaldo I de Baviera. La católica Teodolinda era amiga del papa Gregorio I y promovió la cristianización. En esa misma época, Autario se embarcó en una política de reconciliación interna e intento reorganizar la administración real. Los duques entregaron la mitad de sus estados para el mantenimiento del rey y su corte en Pavía. Por lo que se refiere a los asuntos exteriores, Autario consiguió frustrar la peligrosa alianza entre los bizantinos y los francos. Autario murió en 590.
Le sucedió Agilulfo, duque de Turín, quien en 591, también se casó con Teodolinda, que abjuró del arrianismo y se convirtió al catolicismo, generando un cisma entre los lombardos. No solo hubo guerras entre griegos y lombardos, sino también entre arrianos y ortodoxos. Agilulfo combatió con éxito a los duques rebeldes de Italia septentrional, conquistando Padua (601), Cremona y Mantua (603), y forzando al Exarca de Rávena a pagar un conspicuo tributo. Agiluifo murió en 616; Teodolinda reinó solo hasta 628, y fue sucedido a su vez por Adaloaldo. Arioaldo, quien se había casado con la hija de Teodolinda, Gundeberga, y jefe de la oposición arriana, más tarde depuso a Adaloaldo.

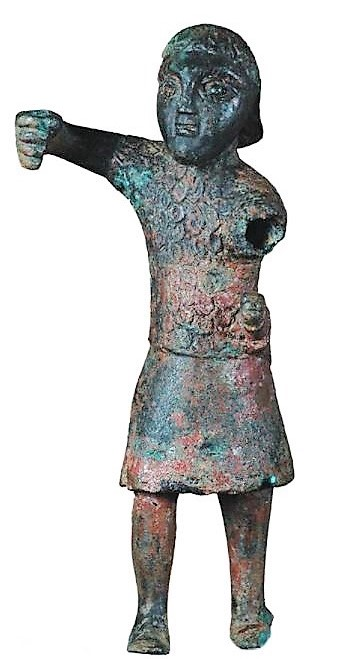
Estatua de bronce que representa a un guerrero, Museos Cívicos de Pavía.

Su sucesor fue Rotario, considerado por muchas autoridades como el más enérgico de todos los reyes lombardos. Amplió sus dominios, Génova fue tomada a los bizantinos en el año 640, y toda Liguria pasó a ser lombarda en 643, junto con el resto de los territorios bizantinos del Véneto interior, incluyendo la ciudad romana de Opitergium (Oderzo). Rotario también dictó el famoso edicto que lleva su nombre, el Edictum Rothari, que estableció las leyes y las costumbres de su gente en latín: el edicto no se aplicó a los tributarios de los lombardos, quienes podían conservar sus propias leyes. El hijo de Rotario, Rodoaldo lo sucedió en el año 652, siendo aún muy joven, y fue asesinado por el partido católico.
A la muerte del rey Ariperto I en 661, el reino quedó dividido entre sus hijos Pertarito, quien estableció su capital en Milán y Godeperto, que reinó desde Pavía. Pertarito fue derrocado por Grimoaldo, hijo de Gisulfo, duque del Friul y Benevento desde 647. Pertarito huyó a los ávaros y luego a los francos. Grimoaldo consiguió tener el control sobre los ducados y desvió el último intento del emperador bizantino Constante II de conquistar el sur de Italia. También derrotó a los francos. A la muerte de Grimoaldo en 671 Pertarito regresó y promovió la tolerancia entre los arrianos y los católicos, pero no pudo derrotar al partido arriano, liderado por Arachi, duque de Trento, quien solo se sometió a su hijo, el filocatólico Cuniperto.

### Monarquía católica
La lucha religiosa siguió siendo una fuente de enfrentamientos en los años siguientes. El reino lombardo comenzó a recuperarse solo con Liutprando (713–744), hijo de Ansprando y sucesor del brutal Ariperto II. Con él, el monarca logró imponerse a los duques prácticamente independientes, incluidos los ducados de Spoleto y Benevento. Por entonces había ocupado el trono de Constantinopla el emperador León III, jefe de los iconoclastas, quien ordenó que las imágenes sagradas fueran destruidas en todo su imperio. Esto fue considerado sacrílego por el papa Gregorio III, quien se vio amenazado por las tropas imperiales. Liutprando aprovechó la oportunidad para apoderarse en 712 de muchas ciudades de Italia so pretexto de socorrer al papa. Se anexionó el Exarcado de Rávena y el ducado de Roma. También ayudó al mariscal franco Carlos Martel a rechazar a los árabes. Liutprando organizó una administración de oficiales formados en la cancillería romana, sus oficiales, condes o gastaldi, sustituyeron a los duques y presidieron los tribunales. No obstante, a su muerte los duques de Spoleto y Benevento siguieron siendo prácticamente independientes. Gregorio III pidió auxilio a Carlos Martel contra los lombardos y le ofreció en recompensa el título de patricio, el cual iba unido a la potestad de gobernar en Roma. El sucesor de Liutprando, Aistolfo, que comenzó a reinar en 750, tomó Ravena (751) y con ello puso fin al Exarcado. El papa llamó en su ayuda a Pipino III, rey de los francos, a quien el papa consagró como soberano merovingio. En recompensa exigió de los lombardos que entregaran al papa la Pentápolis y el Exarcado. Aistolfo se negó, provocando un enfrentamiento. El ejército franco puso sitio a Pavía y consiguió que los lombardos entregaran Narni y a cuarenta de los principales señores de su reino. Muerto Aistolfo en 756, Rachis intentó ser el rey de los lombardos, pero fue depuesto el mismo año.
El último rey lombardo fue Desiderio, duque de Toscana. Consiguió tomar Rávena definitivamente, poniendo fin a la presencia bizantina en Italia central. Dio asilo a los hijos y a la viuda de Carlomán, cuya muerte originó sospechas de envenenamiento. Desiderio decidió reabrir las luchas contra el papado, que estaba apoyando a los duques de Spoleto y Benevento contra él, y entró en Roma en el año 772, siendo el primer rey lombardo que lo hacía.
Cuando el papa Adriano I pidió ayuda al poderoso rey Carlomagno, Desiderio fue derrotado junto a Clusio y produciéndose el asedio de Pavía, mientras que su hijo Adelchis tuvo también que abrir las puertas de Verona a las tropas francas. Desiderio se rindió en el año 774 y Carlomagno, en una decisión totalmente novedosa, asumió el título de «rey de los lombardos». Hasta entonces los reinos germánicos se habían conquistado a menudo unos a otros, pero ninguno había adoptado el título de rey de otro pueblo. Carlomagno tomó parte del territorio lombardo para crear los Estados papales, ratificando una donación de Pipino en favor de la iglesia de San Pedro.
La región de Lombardía en Italia, que incluye las ciudades de Brescia, Bérgamo, Milán y la antigua capital Pavía, es un recordatorio de la presencia de los lombardos.

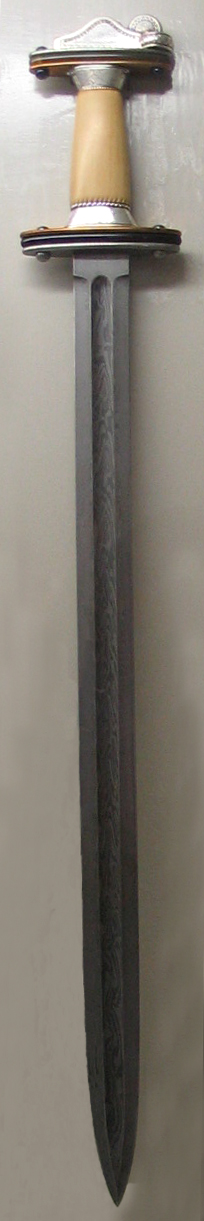
Espada lombarda.

## Principados lombardos en el sur de Italia

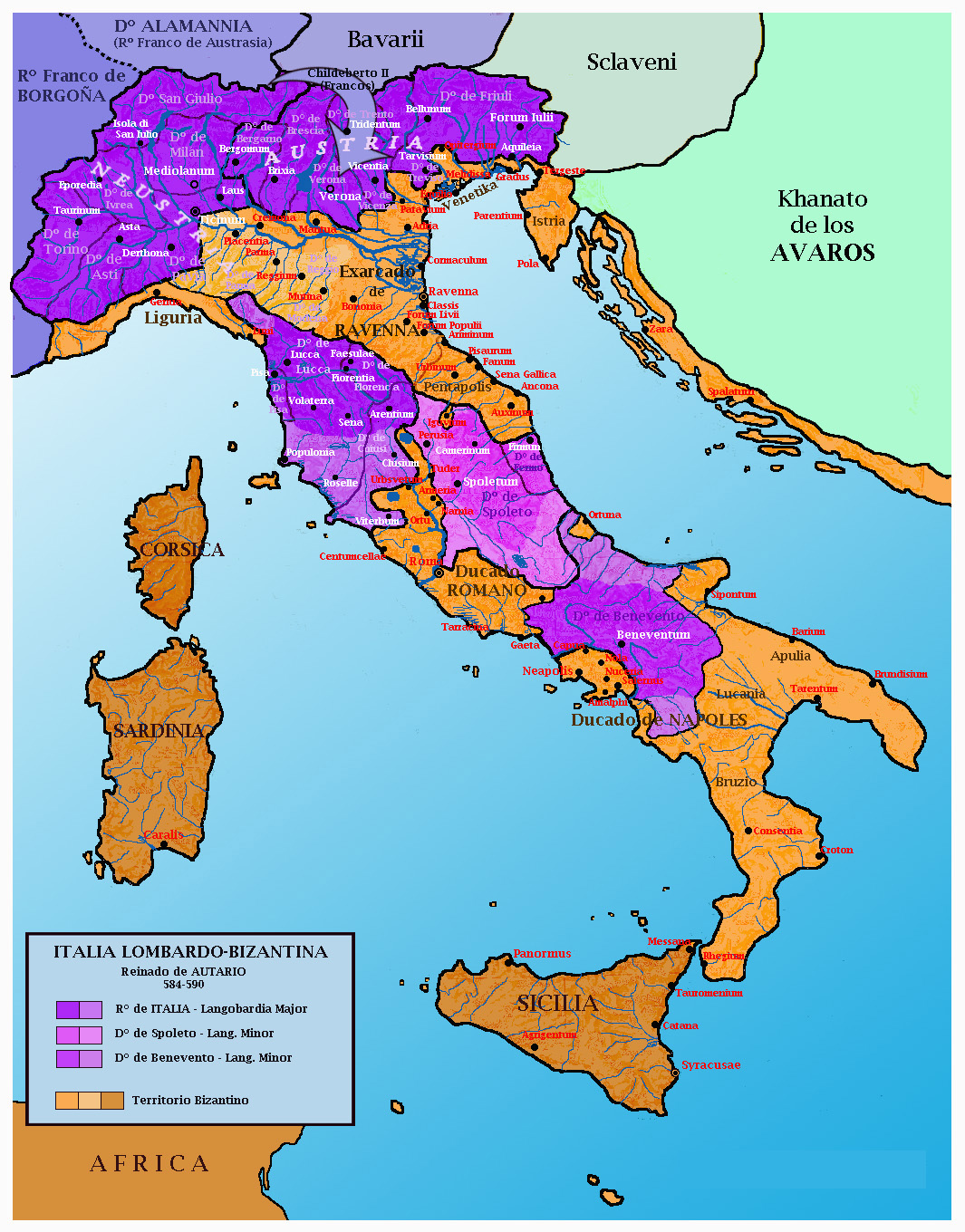
Mapa de la Italia Lombardo-Bizantina en el 590 durante el reinado de Autario.

### Principado unido de Benevento (774-849)
Mientras que el reino centrado en Pavía en el norte pasó a manos de Carlomagno, el territorio controlado por los lombardos al sur de los Estados Papales nunca fue subyugado por Carlomagno o sus descendientes. En 774, el duque Arechis II de Benevento, cuyo ducado había solo nominalmente estado bajo autoridad real, aunque algunos reyes habían sido efectivos en su intento de hacer que su poder se notara en el sur, reclamando que Benevento era el Estado sucesor del reino. Intentó hacer de Benevento un secundum Ticinum: una segunda Pavía. Intentó reclamar el reinado, pero sin apoyo ni posibilidades de coronación en Pavía.
Carlomagno marchó con un ejército y su hijo Ludovico Pío envió hombres, para forzar al duque de Benevento a someterse, pero su sometimiento y promesas nunca se mantuvieron y Arechis y sus sucesores fueron independientes de facto. Los duques de Benevento tomaron el título de princeps (príncipe) en lugar de rey.
Los lombardos del sur de Italia se vieron entonces en la posición anómala de poseer tierra reclamada por dos imperios: el Imperio carolingio al norte y al oeste y el Imperio bizantino al este. Estas bandas de guerreros ocuparon las regiones montañosas y acabaron luchando, según quien les pagase, a favor de Bizancio, el papa, los carolingios, o bien entre sí para lograr un botín. Como era típico hicieron promesas de tributo a los carolingios, pero efectivamente permanecieron fuera de control franco. Benevento mientras tanto creció hasta su máxima extensión cuando impusieron tributo al Ducado de Nápoles, que era tibiamente leal a los bizantinos e incluso conquistó la ciudad napolitana de Amalfi en 838. En un punto en el reinado de Sicardo, el control lombardo abarcó la mayor parte del sur de Italia salvo el extremo meridional de Apulia y Calabria y Nápoles, con sus ciudades nominalmente anexionadas. Fue durante el siglo IX cuando la fuerte presencia lombarda se afianzó en la anteriormente griega Apulia. Sin embargo, Sicardo había abierto el sur a las acciones invasivas de los sarracenos en su guerra con Andrés II de Nápoles y cuando fue asesinado en 839, Amalfi declaró su independencia y dos facciones lucharon por el poder en Benevento, paralizando el principado y haciéndolo susceptible a enemigos externos.
La guerra civil duraron diez años y solo acabó con un tratado de paz impuesto por el emperador Luis II, el único rey franco que ejerció una auténtica soberanía sobre los estados lombardos, en 849 que dividió el reino en dos estados: el Principado de Benevento y el Principado de Salerno, con su capital en Salerno en el Tirreno.

### Italia meridional y los árabes (836–915)
Andrés II de Nápoles contrató a mercenarios sarracenos para su guerra con Sicardo de Benevento en 836. Sicardo respondió de manera semejante. Los sarracenos inicialmente concentraron sus ataques sobre Sicilia y la Italia bizantina, pero pronto Radelchis I de Benevento llamó a más mercenarios y saquearon Capua en 841. Las ruinas de esa ciudad son todo lo que queda de la «Vieja Capua» (Santa Maria Capua Vetere). Posteriormente, Landulfo el Viejo fundó la actual Capua, «Nueva Capua», sobre una colina cercana. Los príncipes lombardos en general, sin embargo, estaban menos inclinados a aliarse con los sarracenos que sus vecinos griegos de Amalfi, Gaeta, Nápoles y Sorrento. Guaifer de Salerno, sin embargo, brevemente se puso él mismo bajo soberanía musulmana.
Una gran fuerza musulmana tomó Bari, hasta entonces un gastaldate lombardo bajo el control de Pandenulfo, en 847. Las incursiones sarracenas entonces procedieron hacia el norte, hasta finalmente el príncipe de Benevento, Adelchis llamó en el apoyo de su soberano, Luis II. Luis se alió con el emperador bizantino Basilio I para expulsar a los árabes de Bari en 869. Una fuerza de desembarco fue derrotada por el emperador, después de un breve aprisionamiento por Adelchis, en 871. Adelchis y Luis estuvieron en guerra durante el resto de la carrera de este último. Adelchis se consideraba a sí mismo como el verdadero sucesor de los reyes lombardos y en calidad de tal enmendó el Edictum Rothari, el último gobernante lombardo que lo hizo.
Tras la muerte de Luis, Landulfo II de Capua flirteó brevemente con una alianza sarracena, pero el papa Juan VIII le convenció para que la rompiera. Guaimar I de Salerno luchó contra los sarracenos con tropas bizantinas. A través de este período los príncipes lombardos oscilaron en alianza de un partido a otro. Finalmente, hacia 915, el papa Juan X consiguió unir a todos los príncipes cristianos del sur de Italia contra los establecimientos sarracenos del río Garigliano. Ese año, en la gran batalla de Garigliano, los sarracenos fueron desbancados de Italia.

### Los principados lombardos en elsigloX
El estado independiente de Salerno inspiró a los gastalds de Capua para trasladarse hacia la independencia y, a finales del siglo, se llamaban a sí mismos «príncipes» y hubo un tercer estado lombardo. Los estados de Capua y de Benevento fueron unidos por Atenulfo I de Capua en 900. Posteriormente los declaró en perpetua unión y solo se separaron en 982, a la muerte de Pandulfo Cabeza de Hierro. Con todo el sur lombardo bajo su control salvo Salerno, Atenulfo se sintió seguro al usar el título de princeps gentis Langobardorum ('príncipe de los lombardos'), que Arechis II había comenzado a usar en el año 774. Entre los sucesores de Atenulfo el principado fue gobernado conjuntamente por padres, hijos, hermanos, primos y tíos durante la mayor parte del siglo. Mientras tanto, el príncipe Gisulfo I de Salerno comenzó a usar el título de Langobardorum gentis princeps alrededor de mediados de siglo, pero el ideal de un principado lombardo unido fue solo realizado en diciembre de 977, cuando Gisulfo murió y sus dominios fueron heredados por Pandulfo Cabeza de Hierro, quien temporalmente poseyó casi toda Italia al sur de Roma y estrechó en alianza a los lombardos con el Sacro Imperio Romano. Sus territorios fueron divididos a su muerte.
Landulfo el Rojo de Benevento y Capua intentaron conquistar el principado de Salerno con la ayuda de Juan III de Nápoles, pero con la ayuda de Mastalus I de Amalfi Gisulfo lo rechazó. Los gobernantes de Benevento y Capua hicieron varios intentos sobre la Apulia bizantina en esta época, pero a finales de siglo los bizantinos, bajo el gobierno duro de Basilio II, ganó terreno a los lombardos.

Italia alrededor del cambio de milenio, mostrando los estados lombardos en el sur en el momento de la llegada de los normandos.

La principal fuente para la historia de los principados lombardos en este período es el Chronicon Salernitanum, compuesto más tarde en el mismo siglo en Salerno.

### Conquista normanda (1017–1078)
El principado de Benevento disminuido pronto perdió su independencia respecto al Papado y su importancia fue declinando hasta su conquista final por los normanda que, llamados a Italia por los lombardos para luchar contra los bizantinos por el control de Apulia y Calabria (con gente como Melo de Bari y Arduino, entre otros) y se habían convertido finalmente en rivales por la hegemonía en el sur. El principado salernitano experimentó una edad de oro durante los gobiernos de Guaimario III y Guaimario IV, pero comenzó a declinar con Gisulfo II y fue finalmente conquistado en 1078 por Roberto Guiscardo, quien se había casado con la hermana de Gisulfo Sichelgaita. El principado de Capua fue acaloradamente disputado durante el reinado del odiado Pandulfo IV, el Lobo de los Abruzos, y, bajo su hijo, cayó, casi sin disputa, ante el normando Ricardo Drengot (1058). Los capuanos se rebelaron contra el gobierno normando en 1091, expulsando al nieto de Ricardo, Ricardo II y estableciendo a un Lando IV.
Capua quedó de nuevo bajo el gobierno normando por el sitio de Capua de 1098 y la ciudad rápidamente declinó en importancia bajo una serie de gobiernos normando inefectivos. El estatus independiente de estos estados lombardos es generalmente testimoniado por la habilidad de sus gobernantes de cambiar los soberanos a gusto. A menudo el vasallo legal de un papa o un emperador (lo mismo bizantino que romano germánico), fueron los auténticos poseedores del poder en el sur hasta que sus antiguos aliados, los normandos, alcanzaron la preeminencia. Ciertamente los lombardos consideraban a los normandos como bárbaros y a los bizantinos como opresores. Considerando que su propia civilización era superior, los lombardos proporcionaron de verdad un entorno para la ilustre Escuela Médica Salernitana.

## Anexo: lista de los reyes de los lombardos
| Imagen | Inicio reinado     | Fin reinado            | Rey                                                                  | Matrimonio | Notas | Dinastía                            | Época                          |
|        |                    |                        | Shava                                                                | | Soberano mítico | Soberanos legendarios               | Antes de la llegada a Italia   |
|        |                    |                        | Ibor y Aio (o Agio)                                                  | | Hermanos, líderes tribales legendarios (duces) que con su madre Gambara organizaron la migración de los lombardos desde el sur de Escandinavia (¿Escania?) a la región del Elba (Germania). | Soberanos legendarios               | Antes de la llegada a Italia   |
|        | ca. 340            | ca. 370                | Agilmundo                                                            | ? | Hijo de Aio, primer soberano histórico que logró emanciparse de la tutela sajona, elegido por una asamblea de guerreros. Organizó la migración del Elba al Danubio medio. Murió abatido por un raid de búlgaros (o más probablemente de hunos). | Guginghi                            | Antes de la llegada a Italia   |
|        | inicio siglo V     | inicio siglo V         | Lamissone (o Lamissio o Laiamicho )                                  | ? | Hijo adoptivo de Agilmundo, elegido. Victorioso contra los hunos, salvó por poco a los lombardos de la extinción. Gobernó en territorios del Danubio, al norte de Noricum | Guginghi                            | Antes de la llegada a Italia   |
|        | c. 400             | c. 440                 | Leti o Lethuc                                                        | ? | Reinó en el Danubio, al norte de Noricum durante unos 40 años. Muy poca información sobre su ascenso al poder y su gobierno, aunque probablemente haya sido elegido tras la muerte de Lamissio. Transición a una monarquía hereditaria.La dinastía Letingia fue una de las primeras dinastías cuyo último descendiente gobernante fue Walthari, cuyo hijo fue a su vez desplazado por Alduino de la familia Gausi. | Dinastía Letingia                   | Antes de la llegada a Italia   |
|        | 2.ª mitad siglo V  | 2.ª mitad siglo V      | Ildeoc (o Aldihoc)                                                   | ? | Cuarto hijo de Leti. | Dinastía Letingia                   | Antes de la llegada a Italia   |
|        | Años 470           | post. 488              | Godeoc (Godehoc) (?- post. 488)                                      | ? | Hermano menor de Hilduoc. En 476, aprovechó la caída del Imperio romano de Occidente a manos de Odoacro y la desaparición de los rugos para establecerse en Rugiland, adentrándose más en Noricum, en tierras de la moderna Austria. | Dinastía Letingia                   | Antes de la llegada a Italia   |
|        | post. 488          | ant..500               | Claffone o Claffo (?- ant. 500)                                      | ? | Hijo de Godeoc. Bajo su reinado, los lombardos fueron quizás vasallos de los hérulos. | Dinastía Letingia                   | Antes de la llegada a Italia   |
|        | 500                | post. 510              | Tatone (?- post. 510)                                                | ? | Hijo de Claffone, instala a los lombardos en la llanura de Panonia, entra en conflicto con los hérulos y conquistó su reino. Fue asesinado por su sobrino Wacho. Su hijo Ildichius murió en el exilio. | Dinastía Letingia                   | Antes de la llegada a Italia   |
|        | post. 510          | 540                    | Wacho (o Vacone) (?- ca. 540)                                        | (1) Ranicunda de los turingios (sin hijos) (2) Austrigusa de los gépidos (2 hijas) (3) Silinga de los hérulos un hijo                                     | Hijo de Unichus y sobrino de Tatone. Tomó el poder asesinando a su tío, asesinando a su hijo Risiulf quien se refugió en los Varnes, provocando que su nieto Hildegis huyese con los gépidos. Waccho mantuvo buenas relaciones con el Imperio Romano de Oriente (Imperio bizantino), declarándose aliado de Justiniano I en la guerra gótica (535-554). Gobernó los territorios del noreste de la Alta Panonia. | Dinastía Letingia                   | Antes de la llegada a Italia   |
|        | 540                | 547                    | Walthari (?- 547)                                                    | - | Hijo de Vacone y de la princesa hérula Salinga. Al ser menor de edad, reinó bajo la regencia de Alduino, que luego tomó el poder después de su muerte (probablemente asesinándolo). Gobernó en el noreste de Alta Panonia. | Dinastía Letingia                   | Antes de la llegada a Italia   |
|        | 547                | 560                    | Alduino (?- ca. 560)                                                 | Rodelinda de los turingios (al menos un hijo) | Regente de Walthari (c. 539-546), probablemente lo asesinó hacia 547 y luego se proclamó soberano. Jugó un papel decisivo en la derrota de los godos gracias a su ayuda al general Narsés en la guerra gótica (535-554) enviando tropas a Italia. También derrotó a los gépidos en la batalla de Asfeld. Se instaló en el interior de Panonia y unió a los lombardos con el Imperio bizantino hacia el año 541. | Dinastía Gausiana (ca. 547-ca. 561) | Antes de la llegada a Italia   |
|        | 560                | 569                    | Alboino (c. 530-28 de enero de 572)                                  | • (1) Clodosvinta de los francos (1 hija) • (2) Rosamunda de los gépidos (sin hijos)                                                                      | Hijo de Audoino y Rodelinda, se le considera el fundador del reino lombardo de Italia. En 568 cruzó el Friuli y se instaló en el Valle del Po, en el norte de Italia. Fue asesinado en una conspiración tramada por su esposa Rosamunda. | Dinastía Gausiana (ca. 547-ca. 561) | Después de la llegada a Italia |
|        | mitad 572          | inicio 574             | Clefi (?-574)                                                        | Masane (al menos un hijo y dos hijas) | Fue asesinado por un guardia personal. | Dinastía Beleos                     | Después de la llegada a Italia |
|        | 574                | 584                    | Periodo de los Duques, período de anarquía y ducados independientes. | Periodo de los Duques, período de anarquía y ducados independientes.                                                                                      | Periodo de los Duques, período de anarquía y ducados independientes. | ——                                  | Después de la llegada a Italia |
|        | 584                | 5 de septiembre de 590 | Autario (... -5 de septiembre de 590)                                | Teodolinda de los bávaros (sin hijos) | Hijo de Clefi, fue el primer gobernante lombardo que se dio el título de Flaviano. Arriano restableció la realeza. Fue envenenado o murió de una enfermedad. Desde el 589 Teodolinda reina | Beleos                              | Después de la llegada a Italia |
|        | 591                | 616                    | Agilulfo (?-616)                                                     | Teodolinda de los bávaros (un hijo y una hija) | Primo de Autario, duque de Turin. Teodolinda reina. Católico (en 603), desde el 604 Adaloaldo asociado al trono | Agilulfidos (591-626)               | Después de la llegada a Italia |
|        | 616                | 626                    | Adaloaldo (602/603-626)                                              | ? | Regencia de Teodolinda. Hijo de Agilulfo y Teodelinda; estuvo asociado al trono en 604. Primer rey católico (bautizado en 603). Derrocado, exiliado y posiblemente asesinado, quizás envenenado. | Agilulfidos (591-626)               | Después de la llegada a Italia |
|        | 626                | 636                    | Arioaldo (?-636)                                                     | Gundeperga (sin hijos) | Arriano, casado con la hija de Teodolinda, se volvió contra su cuñado Adaloaldo. Gundeperga reina 636: interregno de Gundeperga (diez meses) | Caupu                               | Después de la llegada a Italia |
|        | 636                | 652                    | Rotario (ca. 636-652)                                                | Gundeperga (al menos un hijo) | Duque de Brescia, arriano. A la muerte de Arioaldo los duques habrían encargado a Gundeperga elegir al nuevo rey y marido. Rotario renovó así la fórmula de un rey arriano flanqueado por una reina católica que, desde tiempos de Teodelinda, aseguraba un equilibrio sustancial en el reino y una política de tolerancia. Llevó a cabo numerosas campañas militares, que pusieron a casi todo el norte de Italia bajo el dominio lombardo, posible porque el Imperio bizantino atravesaba una grave crisis interna, que lo distraía de Occidente. Rotario conquistó Liguria (642), incluidas las capitales Génova y Luni y Oderzo Sin embargo, ni siquiera la abrumadora victoria obtenida sobre el exarca de Rávena, derrotado y asesinado junto con ocho mil de sus hombres cerca del río Panaro, fue suficiente para someter al Exarcado. El edicto de Rotario, promulgado el 22 de noviembre de 643 fue la primera recolección escrita de las leyes de los lombardos. | Harodingianos                       | Después de la llegada a Italia |
|        | 652                | 653                    | Rodoaldo (?-653)                                                     | ? | Hijo de Rotario y Gundeperga, arriano; unos seis meses después de su elección, fue asesinado por un lombardo, a cuya esposa había violado. | Harodingianos                       | Después de la llegada a Italia |
|        | 653                | 661                    | Ariperto I (?-661)                                                   | Nombre desconocido(2 hijos y 1 hija) | Católico, hijo del duque de Asti Gundoaldo, hermano de Teodolinda y con el que la dinastía bávara volvió al trono de Pavía enlazando con la más antigua dinastía Letingi. Desde su ascenso al trono, favoreció el catolicismo sobre la corriente cismática tricapitolina y el arrianismo (Paolo Diacono escribe, quizás exagerando, que «eliminó la herejía arriana»). Dividió el reino entre sus dos hijos, práctica frecuente entre los francos, pero única en la historia de los lombardos, aunque es más probable que fuera consecuencia de la discordia entre los dos hermanos, ya que Godeperto era apoyado por los arrianos en Pavía mientras que Pertarito lo era por los católicos en Milán. | Dinastía agilolfinga                | Después de la llegada a Italia |
|        | 661                | 662                    | Pertarito (ca. 645-688)                                              | Rodelinda (un hijo e una hija) | Católico, hijo de Ariperto, tuvo su sede en Milán. | Dinastía agilolfinga                | Después de la llegada a Italia |
|        | 661                | 662                    | Godeberto (ca. 645-662)                                              | Nombre desconocido (al menos un hijo) | Católico, hijo de Ariperto, tuvo su sede en Pavía | Dinastía agilolfinga                | Después de la llegada a Italia |
|        | 662                | 671                    | Grimoaldo I (ca. 600-671)                                            | • (1) Itta (al menos un hijo) • (2) Hermana de Pertarito y Godeperto (1 hijo)                                                                             | Usurpador arriano, mató a Godeberto y ocupó el trono, mientras Pertarito se exilió. | Dinastía Gausiana                   | Después de la llegada a Italia |
|        | 671                | 671                    | Garibaldo (ca. 665-?)                                                | — | Hijo de Grimoaldo y de la hermana de Pertarito y Godeperto. Exiliado y/o asesinado. | Dinastía Gausiana                   | Después de la llegada a Italia |
|        | 671                | 688                    | Pertarito (a su regreso del exilio)                                  | | Catolicismo (religión oficial del reino en 671. Desde 680 Cuniperto asociado al trono | Dinastía agilolfinga                | Después de la llegada a Italia |
|        | 688                | 689                    | Alahis (rebelde; o Alagiso)                                          | | | ——                                  | Después de la llegada a Italia |
|        | 688                | 700                    | Cuniperto (ca. 660-700)                                              | Ermelinda del Kent (1 hijo) | Hijo de Pertarito, que lo asoció al trono en 680. | Dinastía agilolfinga                | Después de la llegada a Italia |
|        | 688                | 690                    | Usurpación de Alachis                                                | | | ——                                  | Después de la llegada a Italia |
|        | 700                | 701                    | Liutperto (?-702)                                                    | — | Hijo de Cuniperto; fue depuesto por Raginperto. Regencia de Ansprando depuesto como regente en Novara por Raginperto, quien se proclamó rey en 701. | Dinastía agilolfinga                | Después de la llegada a Italia |
|        | 701                | 701                    | Raginperto (ant. 662-701)                                            | Nombre desconocido (al menos 2 hijos) | Duque de Turin, hijo de Godeberto. Destronó a Liutperto y falleció poco después siendo sucedido por su hijo Ariperto II, asociado al trono. | Dinastía agilolfinga                | Después de la llegada a Italia |
|        | 701                | 702                    | Liutperto (?-702)                                                    | — | Fue restaurado en el trono por su tutor Ansprand y su aliado Rotarit, poco después de la muerte de Raginperto. Ariperto derrotó a Ansprando y apresó a Liutperto durante una batalla; este fue asesinado en el baño en el 702, cuando aún estaba cautivo. | Dinastía agilolfinga                | Después de la llegada a Italia |
|        | 702                | marzo de 712           | Ariberto II (o Ariperto II) (?-marzo 712)                            | Nombre desconocido (al menos un hijo) | Hijo de Raginperto, que lo había asociado al trono; hizo matar a su predecesor; muerto ahogado, después de ser derrotado por Ansprando. | Dinastía agilolfinga                | Después de la llegada a Italia |
|        | marzo de 712       | julio de 712           | Ansprando (ca. 657 - marzo de 712)                                   | Teodorada dos hijos y dos hijas | Duque de Asti, católico, exregente y tutor de Liutperto, había sido depuesto como regente en Novara por Raginperto, quien se proclamó rey en 701, falleciendo poco después siendo sucedido por Ariberto II. Comenzó entonces una guerra por la sucesión, Ansprando y el duque de Bérgamo, Rotarit, lograron restituir brevemente en el trono a Liutperto, pero en el 702 Ariperto volvió a imponerse e hizo asesinar a Liutperto, y Ansprando se exilió en la corte del duque Teodeberto I de Baviera. Regresó en 711 con un gran ejército prestado por el duque y con el apoyo de los austrasios (procedentes del nordeste) se unieron al regente que regresaba. La batalla tuvo lugar cerca de Pavía, entre sus fuerzas y las del rey Ariberto II. El rey abandonó la capital cuando supo que la derrota era segura, e intentó huir con el tesoro real hacia Francia por la noche. Pero se ahogó en el intento, cruzando el río Tesino y Ansprando fue proclamado soberano.Su hijo Liutprando asociado al trono. | Monarquía no dinástica (712-774)    | Después de la llegada a Italia |
|        | marzo de 712       | enero de 744           | Liutprando (ca. 690 - enero de 744)                                  | Guntrude una hija | Hijo menor de Ansprando, que lo asoció al trono. Desde el 735 su sobrino Hildeprando asociado al trono. Según Pablo Diácono, libró numerosas guerras contra los "romanos" (bizantinos), que siempre salieron victoriosos excepto una vez en Rímini, donde su ejército fue derrotado en su ausencia.. Entre 727 y 729, aprovechando las tensiones entre Bizancio y el Papado , Liutprando atacó Rávena y Roma, apoderándose de Classe y Bolonia mientras el duque Trasamundo de Spoleto se apoderaba de Narni y la fortaleza de Sutri, en el ducado de Roma. A petición del papa Gregorio II, acompañado de grandes regalos, Liutprando sacó a los lombardos después de haberla saqueado e hizo una donación a los apóstoles san Pedro y san Pablo, es decir a la Iglesia romana: fue la donación de Sutri. Mantuvo buenas relaciones con ávaros, bávaros y francos, respondiendo en 739 a su petición de ayuda para luchar contra los musulmanes que habían invadido Provenza y saqueado Arlés. Unos años antes, Liutprando había obtenido la alianza de Carlos Martel, quien le había enviado a su hijo Pipino el Breve para que el soberano lombardo pudiera convertirse de alguna manera en su padre adoptivo cortándole el pelo según la costumbre. | Monarquía no dinástica (712-774)    | Después de la llegada a Italia |
|        | enero de 744       | agosto de 744          | Hildeprando (?-post 744)                                             | ? | Hijo de Sigiprando, hermano de Liutprando. En 737 fue asociado al trono por iniciativa de la nobleza. Tras apenas siete meses, fue depuesto por los duques por razones desconocidas. | Monarquía no dinástica (712-774)    | Después de la llegada a Italia |
|        | agosto de 744      | julio de 749           | Rachis (?-post 757)                                                  | Tassia (al menos 2 hijos y 1 hija) | Duque del Friuli. Fue depuesto por los duques en 749 y se retiró con su familia a la abadía de Montecassino. Recuperó el poder en 756, siendo destronado en 757 por Desiderio. | Monarquía no dinástica (712-774)    | Después de la llegada a Italia |
|        | julio de 749       | diciembre de 756       | Astolfo (?-diciembre 756)                                            | | Hermano de Rachis, continuó la política de expansión y ataques contra el papado y el Exarcado de Rávena.. En 751, se apoderó de Rávena y amenazó a Roma reclamando un impuesto. Los papas, muy alarmados, y sin esperar ayuda del Emperador bizantino, buscaron el apoyo de los mayordomos carolingios francos. En 741, Gregorio III ya había pedido a Carlos Martel que interviniera, pero este no aceptó. En 753, Esteban II visitó a su hijo Pipino el Breve, rey de los francos desde 751 con el consentimiento del papa Zacarías. En gratitud por ese consentimiento, Pipino cruzó los Alpes y derrotó a Astolfo, dando al papado los territorios que había conquistado del ducatus Romanus y del exarcado: Emilia-Romaña y Pentápolis. | Monarquía no dinástica (712-774)    | Después de la llegada a Italia |
|        | diciembre de 756   | marzo de 757           | Rachis (2.ª vez)                                                     | Tassia | Trono disputado por Desiderio. Intentó recuperar el trono tras la muerte de Astolfo, pero Desiderio se opuso apoyado, entre otros, por el papa Esteban II y el rey franco Pipino el Breve. Rachis se retiró de nuevo a un claustro, bien Montecassino o bien Cervaro. | Monarquía no dinástica (712-774)    | Después de la llegada a Italia |
|        | marzo de 756       | julio de 774           | Desiderio (?-post 774)                                               | Ansa (un hijo y 4 hijas) | Desde el 759 Adelchi asociado al trono. Destronado por Carlomagno, murió enclaustrado en un monasterio. | Monarquía no dinástica (712-774)    | Después de la llegada a Italia |
|        | junio de 774       | 28 de enero de 814     | Carlomagno (2 de abril de 742-28 de enero de 814)                    | • (1) Himiltruda (1 hijo y 1 hija) • (2) Ermengarda (sin hijos) • (3) Hildegarda (4 hijos y 5 hijas) • (4) Fastrada (2 hijas) • (5) Liutgarda (sin hijos) | Carlomagno conquistó el reino de los lombardos en 774 por invitación del papa Adriano I. Reinó junto con Pipino de Italia (781-810) y Bernardo I (810-814). | Carolingios                         | Gobierno de los francos        |
|        | 15 de abril de 781 | 8 de julio de 810      | Pipino de Italia (abril de 773-8 de julio de 810)                    | Berta de Tolosa (5 hijas) | Asociado al trono del padre, pero murió antes que él. | Carolingios                         | Gobierno de los francos        |
|        | 8 de julio de 810  | abril de 818           | Bernardo I de Italia (797-17 de agosto de 818)                       | Cunegonda de Laon (1 hijo) | Hijo ilegítimo de Pipino de Italia, tras la Ordinatio imperii de julio de 817 compiró contra su tío Luis el Piadoso que le depuso y ordenó que le cegaran, procedimiento que le costó la vida. | Carolingios                         | Gobierno de los francos        |
|        | abril de 818       | 839                    | Lotario I (795-29 de septiembre de 855)                              | Ermengarda de Tours (3 hijos y 5 hijas) | Hijo mayor del emperador Luis el Piadoso. Gobernó junto con su hijo Luis II el Joven (839-855) | Carolingios                         | Gobierno de los francos        |
|        | 839                | 875                    | Luis II el Joven                                                     | | Hijo de Lotario I, gobernó como rey de Italia conjuntamente con su padre desde 839 y fue coronado como tal en Roma por el papa Sergio II el 15 de junio de 844. | Carolingios                         | Gobierno de los francos        |